# La Crescent
Pour les articles homonymes, voir Crescent.
La ville de La Crescent est située dans les comtés de Houston et Winona, dans l’État du Minnesota, aux États-Unis. Sa population s’élevait à 4 830 habitants lors du recensement de 2010, estimée à 5 174 habitants en 2016.

## Source
- (en) Cet article est partiellement ou en totalité issu de l’article de Wikipédia en anglais intitulé « La Crescent, Minnesota » (voir la liste des auteurs).